# Uintah (Utah)
Uintah es una ciudad del condado de Weber, estado de Utah, Estados Unidos. Según el censo de 2000 la población era de 1.127 habitantes.

## Geografía
Uintah se encuentra en las coordenadas 41°8′39″N 111°55′48″O / 41.14417, -111.93000.
Según la oficina del censo de Estados Unidos, la localidad tiene una superficie total de 2,6 km². No tiene superficie cubierta de agua.
- Datos: Q482693
- Multimedia: Uintah, Utah / Q482693